# Vila Nova de Gaia
Vila Nova de Gaia, ou apenas Gaia, é uma cidade portuguesa de 188421 habitantes (2021), localizada na sub-região da Área Metropolitana do Porto, pertencendo à região do Norte e ao Distrito do Porto. 
É sede do Município de Vila Nova de Gaia que tem uma área total de 168,46 km2, 304 149 habitantes em 2021 e, por isso, uma densidade populacional de 1 805 habitantes por km2, subdividido em 15 freguesias. O município é limitado a norte pelo município do Porto, a leste pelo município de Gondomar, a sudeste pelo município de Santa Maria da Feira, a sul pelo município de Espinho e a oeste pelo Oceano Atlântico. É o terceiro município mais povoado do país.
A cidade está localizada na margem sul da foz do rio Douro. As caves do famoso vinho do Porto ficam localizadas neste município. Formada, originalmente, a partir de duas povoações distintas, Gaia e Vila Nova, foi elevada a cidade, no dia 28 de Junho de 1984.
Gaia tem e sempre teve uma ligação muito forte à cidade vizinha do Porto, não apenas pela partilha do património comum do Vinho do Porto, mas também pelo facto de, no passado, as famílias burguesas e nobres do Porto terem, em Vila Nova de Gaia, quintas e casas de férias. Nas últimas décadas, devido ao crescimento económico e à melhoria das comunicações com a margem norte do rio Douro, Vila Nova de Gaia, progressivamente, acolheu população que trabalha, diariamente, no Porto (sobretudo, devido à construção do Metro do Porto, que estimulou e tornou ainda mais funcional esses movimentos pendulares entre Gaia e o Porto), sendo um município onde trabalham e residem muitos cidadãos originários dos municípios vizinhos da Área Metropolitana do Porto, situados logo a seguir à margem sul do rio Douro, como Espinho, Santa Maria da Feira, Arouca, São João da Madeira, Vale de Cambra ou Oliveira de Azeméis. Gaia é um município de residência semanal, durante os dias úteis da semana, de muitos cidadãos naturais desses municípios que trabalham no espaço urbano de Gaia ou do Porto ou de Matosinhos, devido ao facto do custo das habitações ser menor em Gaia do que no espaço urbano do Porto e estar muito próxima do Porto, o que fez com que Gaia se tornasse um dos municípios mais populosos de todo o país.
Gaia, juntamente com os municípios vizinhos do Porto e de Matosinhos, forma a Frente Atlântica do Porto, que constitui o núcleo populacional mais urbanizado da Área Metropolitana do Porto, situado no litoral, delimitado, a oeste, pelo Oceano Atlântico, com a influência estrutural do estuário do Rio Douro, que une Gaia ao Porto.

## História do município

### Origens
A origem da cidade e da humanidade de Vila Nova de Gaia remonta, provavelmente, a um castro celta. Quando integrada no Império Romano, tomou o nome Cale (ou Gale, uma vez que no latim clássico não há uma distinção clara entre as letras e o som "g" e "c"). Este nome é, com grande probabilidade de origem céltica, um desenvolvimento de "Gall-", com a qual os celtas se referiam a eles próprios (outros exemplos podem ser encontrados em "Galiza", "Gaul", "Galway"). O próprio rio Douro (Durius em latim), é igualmente celta, construído a partir do celta "dwr", que significa água. Durante os tempos romanos, a grande maioria da população viveria na margem sul do Douro, situando-se a norte uma pequena comunidade em torno do porto de águas fundas, no local onde se situa agora a zona ribeirinha do Porto. O nome da cidade do Porto, posteriormente, "Portus Cale", significaria o Porto (portus em latim) da cidade de Gaia. Com o desenvolvimento como centro de trocas comerciais, a margem norte acabou por também crescer em importância, tendo-se aí estabelecido o clero e burgueses.
Com as invasões mouras do século VII D.C., a fronteira "de facto" entre o estado árabe e cristão acabou por se estabelecer por um longo período de tempo no rio Douro, por volta do ano 1000. Com os constantes ataques e contra-ataques, a cidade de Cale, ou Gaia, perdeu a sua população, que se refugiou na margem norte do Rio Douro. Uma das lendas mais associadas a Gaia refere-se ao confronto entre o rei cristão D. Ramiro, e o rei mouro Albazoer, despoletado por pretensões amorosas. Após a conquista e pacificação dos territórios a sul do Douro, por volta de 1035, com o êxodo e expulsão das populações Muçulmanas, deixando terras férteis abandonadas, os colonos estabeleceram-se novamente em Gaia, em troca por melhores contratos feudais, com os novos senhores das terras conquistadas. Esta nova população refundou a antiga cidade de Cale com o nome de Gaia em torno do castelo e ruínas da velha "Gaia".
O nome das duas cidades de Porto e Gaia era frequentemente referida em documentos contemporâneos como "villa de Portucale", e o condado do Reino de Leão em torno da cidade denominado Portucalense. Este condado esteve na origem do posterior reino de Portugal.

### Da fundação de Portugal às Guerras Liberais e Orientais
Após a fundação do reino de Portugal, as duas povoações de Gaia e de Vila Nova mantiveram-se autónomas. Gaia recebeu Carta de Foral passada pelo rei D. Afonso III em 1255 seguindo-se Vila Nova, por D. Dinis, em 1288. Em 1383, no entanto, ambas foram integradas no julgado do Porto, perdendo a sua autonomia.
Gaia, reconhecida sobretudo pela pujança agrícola, teve um papel fundamental no desenvolvimento comercial do Vinho do Porto, aqui tendo se fixado no século XVIII a Companhia Geral da Agricultura das Vinhas do Alto Douro, e os armazéns das diversas companhias exportadoras.
No século XIX, a cidade esteve no centro de batalhas significativas tanto na Guerra Peninsular como na Guerra Civil Portuguesa (1828-1834), quando uma vez mais o Douro marcou a fronteira entre os beligerantes. Data deste segundo conflito o desenvolvimento e reputação de uma das imagens de marca da cidade, a fortificação da serra do Pilar, durante o cerco do Porto.

### Junção de Gaia e Vila Nova

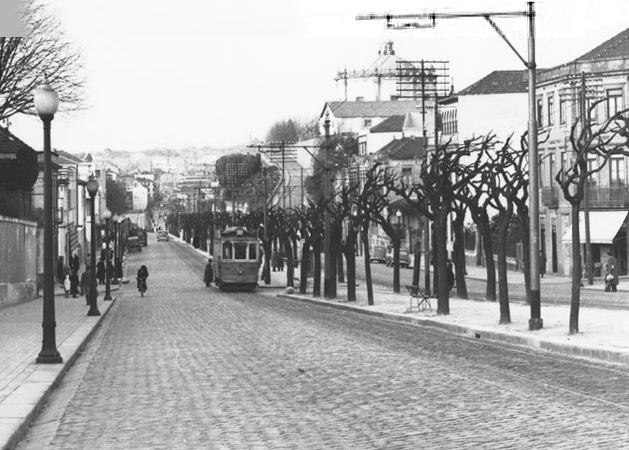
Avenida da República

No final das guerras liberais, Gaia e Vila Nova foram, finalmente, agraciadas com autonomia política e, ao fundirem-se, nasceu o atual município de Vila Nova de Gaia com o Decreto n.º 23, de 16 de Maio de 1832  que implantou um novo sistema administrativo depois para o país.
Embora autónoma, o fluxo de trânsito entre as duas margens do Douro continuou a aumentar. A partir deste momento a história da cidade confunde-se com a história das suas pontes. A Ponte Pênsil, concluída em 1843 for a primeira ligação permanente. Em 1877 inaugurou-se a primeira travessia ferroviária para a margem norte com a Ponte D. Maria Pia. Seguiu-se a construção da Ponte D. Luís, terminada em 1886. Passaram 77 anos conturbados até que em 1963  a emblemática Ponte da Arrábida foi colocada em funcionamento, projeto do engenheiro Edgar Cardoso, que seria responsável igualmente pelo projeto de substituição da travessia ferroviária com a construção da Ponte de S. João em 1991. Mais uma vez, o forte crescimento populacional forçou o aumento das ligações entre as duas margens. A Ponte do Freixo concluída em 1995 e a Ponte do Infante, em 2003 são as mais recentes travessias a servirem o município.
O crescimento populacional e económico da cidade teve paralelos com os períodos de construção das pontes. Com inúmeras indústrias a fixarem-se na vila nos finais do século XIX, e o grande aumento populacional na segunda metade do século XX, foi finalmente elevada a cidade em 1984.

## Geografia

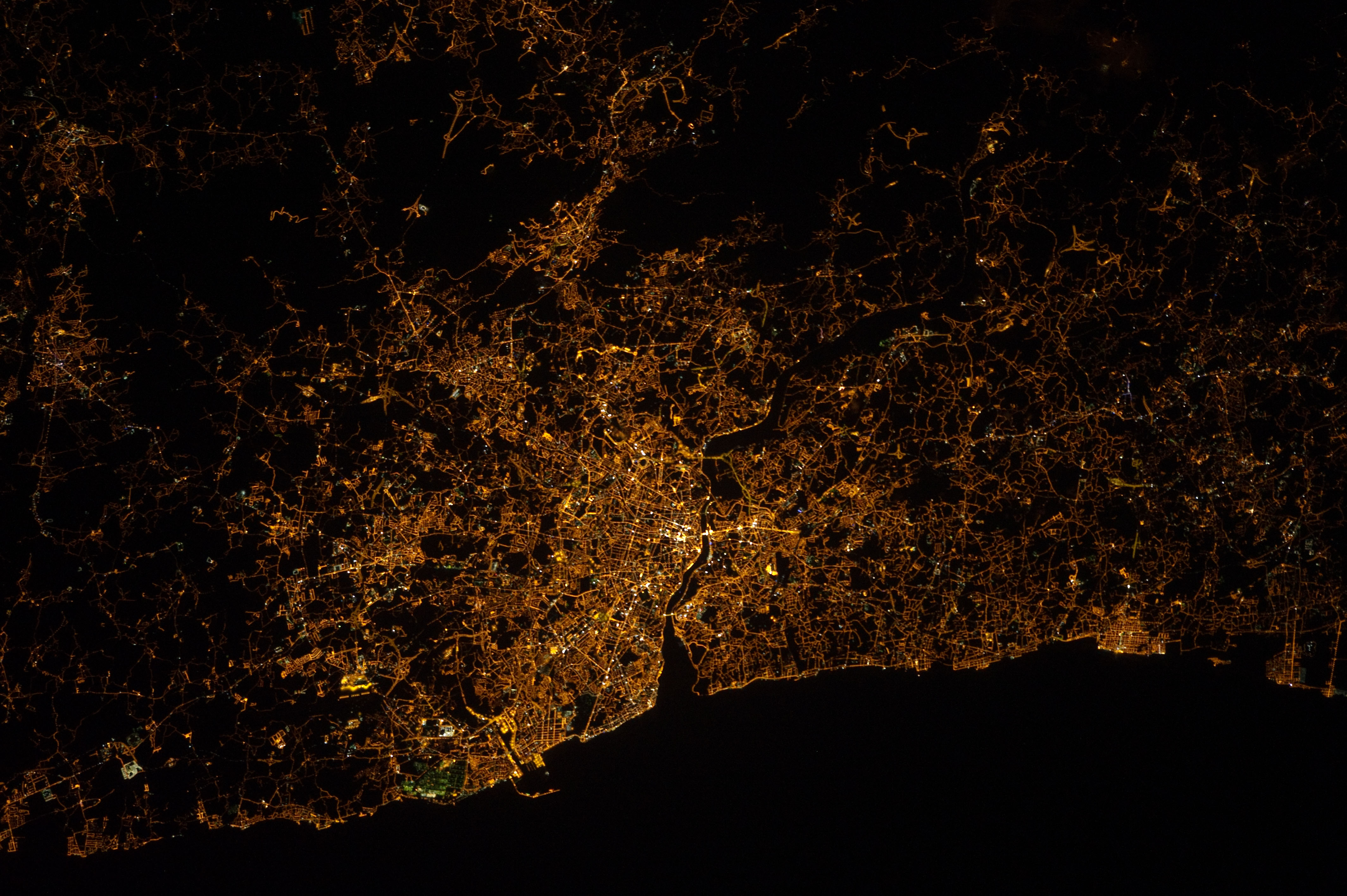
Grande Área Metropolitana do Porto à noite, vista do espaço

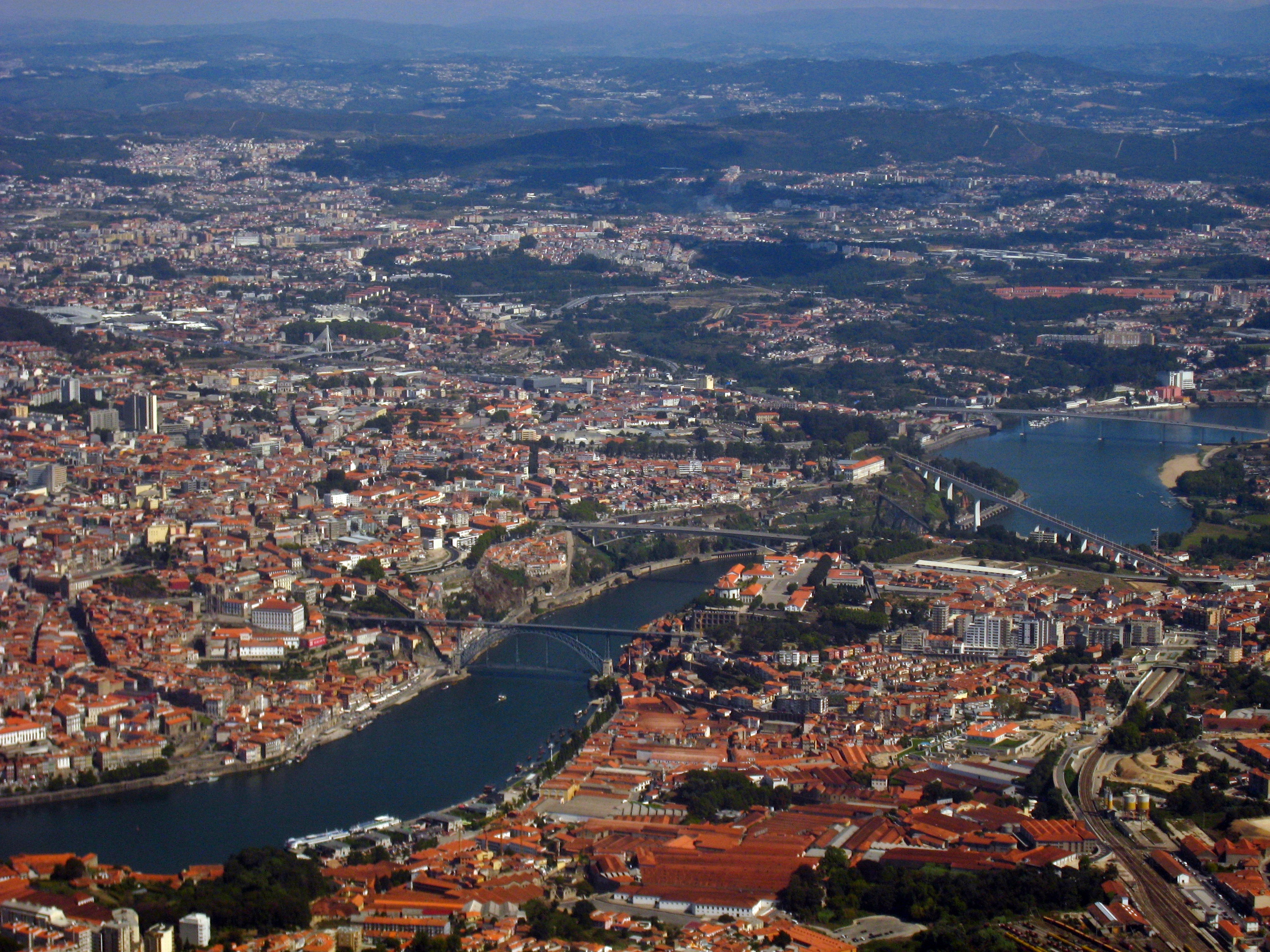
Fotografia aérea do rio Douro.

Com 168,46 km² de área (2013) é o maior município da sub-região do Grande Porto. Subdividido em 15 freguesias, está limitado a norte pelo município do Porto, a nordeste por Gondomar, a sul por Santa Maria da Feira e Espinho e a oeste pelo oceano Atlântico. Este contexto permite-lhe ser um município de grandes contrastes, entre zonas interiores, rio e mar, bem como entre áreas urbanas, industriais e rurais.[carece de fontes?]
Em termos aquíferos para além das marcantes orla atlântica e a zona fluvial do Douro, atravessam o município inúmeras ribeiras. Destaca-se ainda o rio Febros, que atravessa as freguesias de Pedroso e Avintes. Embora com uma morfologia acidentada e muito desnivelada, o ponto mais alto do município situa-se a 261 m. Entre outros pontos, podem-se ainda citar o Monte da Virgem e a Serra de Canelas.[carece de fontes?]
Os depósitos marinhos mais elevados situam-se, actualmente pelo 100–110 m e 120–130 m. Considerados Pré-Sicilianos surgem com frequência, apresentando geralmente uma grande espessura, como é possível observar em Canelas. O nível de praia imediatamente inferior (80-90m) encontra-se essencialmente no norte do município, na área de Canidelo e Afurada e ainda na freguesia de Arcozelo.[carece de fontes?]
Paralelamente à linha da costa actual, surgem-nos pequenos retalhos do nível de 60–70 m de altitude, enquanto que o de 30–40 m se estende quase numa mancha contínua, desde Lavadores até ao limite sul do município. Entre a Praia da Madalena e a Praia da Granja, surgem-nos alguns depósitos a 15–30 m, enquanto que os de 5–8 m só é possível observá-los numa área muito localizada entre a Praia de Valadares e a Praia de Miramar. Relativamente aos materiais constituintes dos depósitos de praia da plataforma litoral, a inexistência de estudos sobre as suas características sedimentológicas não permite uma abordagem tão profunda quanto seria desejável.[carece de fontes?]
Todavia pode referir-se que na generalidade se verifica um predomínio de calhaus de quartzo e quartzite, relativamente bem rolados, apresentando dimensões várias nos diferentes níveis de praias e por vezes no mesmo depósito, encontrando-se envolvidos num material arenoso mal calibrado e ainda uma matriz argilosa.[carece de fontes?]

## Demografia
Presentemente é o terceiro município mais populoso de Portugal, e o mais populoso na região Norte, com 303 824 habitantes (2021), dos quais aproximadamente 180 000 são residentes urbanos, distribuídos essencialmente em Mafamude, Santa Marinha, Oliveira do Douro e Canidelo.
Algumas das freguesias que formam a cidade de Vila Nova de Gaia são: Santa Marinha e São Pedro da Afurada (sede), Mafamude e Vilar do Paraíso, Canidelo, Madalena, Gulpilhares e Valadares, Vilar de Andorinho e Oliveira do Douro.[carece de fontes?]

### População
| Número de habitantes | Número de habitantes | Número de habitantes | Número de habitantes | Número de habitantes | Número de habitantes | Número de habitantes | Número de habitantes | Número de habitantes | Número de habitantes | Número de habitantes | Número de habitantes | Número de habitantes | Número de habitantes | Número de habitantes | Número de habitantes |
| -------------------- | -------------------- | -------------------- | -------------------- | -------------------- | -------------------- | -------------------- | -------------------- | -------------------- | -------------------- | -------------------- | -------------------- | -------------------- | -------------------- | -------------------- | -------------------- |
| 1864                 | 1878                 | 1890                 | 1900                 | 1911                 | 1920                 | 1930                 | 1940                 | 1950                 | 1960                 | 1970                 | 1981                 | 1991                 | 2001                 | 2011                 | 2021                 |
| 47 631               | 54 456               | 65 713               | 74 482               | 84 994               | 85 900               | 102 950              | 119 697              | 133 760              | 157 357              | 180 875              | 226 331              | 248 565              | 288 749              | 302 295              | 303 824              |

(Obs.: Número de habitantes "residentes", ou seja, que tinham a residência oficial neste município à data em que os censos  se realizaram.)
| Número de habitantes por Grupo Etário | Número de habitantes por Grupo Etário | Número de habitantes por Grupo Etário | Número de habitantes por Grupo Etário | Número de habitantes por Grupo Etário | Número de habitantes por Grupo Etário | Número de habitantes por Grupo Etário | Número de habitantes por Grupo Etário | Número de habitantes por Grupo Etário | Número de habitantes por Grupo Etário | Número de habitantes por Grupo Etário | Número de habitantes por Grupo Etário | Número de habitantes por Grupo Etário | Número de habitantes por Grupo Etário |
| ------------------------------------- | ------------------------------------- | ------------------------------------- | ------------------------------------- | ------------------------------------- | ------------------------------------- | ------------------------------------- | ------------------------------------- | ------------------------------------- | ------------------------------------- | ------------------------------------- | ------------------------------------- | ------------------------------------- | ------------------------------------- |
|                                       | 1900                                  | 1911                                  | 1920                                  | 1930                                  | 1940                                  | 1950                                  | 1960                                  | 1970                                  | 1981                                  | 1991                                  | 2001                                  | 2011                                  | 2021                                  |
| 0-14 Anos                             | 27 754                                | 31 673                                | 28 836                                | 33 981                                | 39 242                                | 39 994                                | 50 978                                | 57 550                                | 61 066                                | 50 261                                | 49 222                                | 46 641                                | 38 912                                |
| 15-24 Anos                            | 13 927                                | 16 944                                | 17 446                                | 21 121                                | 21 652                                | 26 363                                | 25 523                                | 31 595                                | 41 087                                | 43 610                                | 40 611                                | 32 544                                | 32 061                                |
| 25-64 Anos                            | 28 797                                | 32 774                                | 33 962                                | 43 271                                | 52 358                                | 60 079                                | 71 535                                | 78 850                                | 105 561                               | 130 760                               | 164 569                               | 176 452                               | 167 841                               |
| = ou > 65 Anos                        | 3 196                                 | 3 573                                 | 3 369                                 | 4 653                                 | 6 129                                 | 7 360                                 | 9 321                                 | 12 880                                | 18 617                                | 23 934                                | 34 347                                | 46 658                                | 65 010                                |
| > Id. desconh                         | 120                                   | 233                                   | 272                                   | 106                                   | 154                                   |                                       |                                       |                                       |                                       |                                       |                                       |                                       |                                       |

(Obs: De 1900 a 1950 os dados referem-se à população "de facto", ou seja, que estava presente no município à data em que os censos se realizaram. Daí que se registem algumas diferenças relativamente à designada população residente)

## Freguesias

Mapa de Freguesias de Vila Nova de Gaia, após a Reorganização Administrativa de 2013.

O município de Vila Nova de Gaia está subdividido em 15 freguesias:
- Arcozelo
- Avintes
- Canelas
- Canidelo
- Grijó e Sermonde
- Gulpilhares e Valadares
- Madalena
- Mafamude e Vilar do Paraíso
- Oliveira do Douro
- Pedroso e Seixezelo
- Sandim, Olival, Lever e Crestuma
- Santa Marinha e São Pedro da Afurada
- São Félix da Marinha
- Serzedo e Perosinho
- Vilar de Andorinho

## Economia

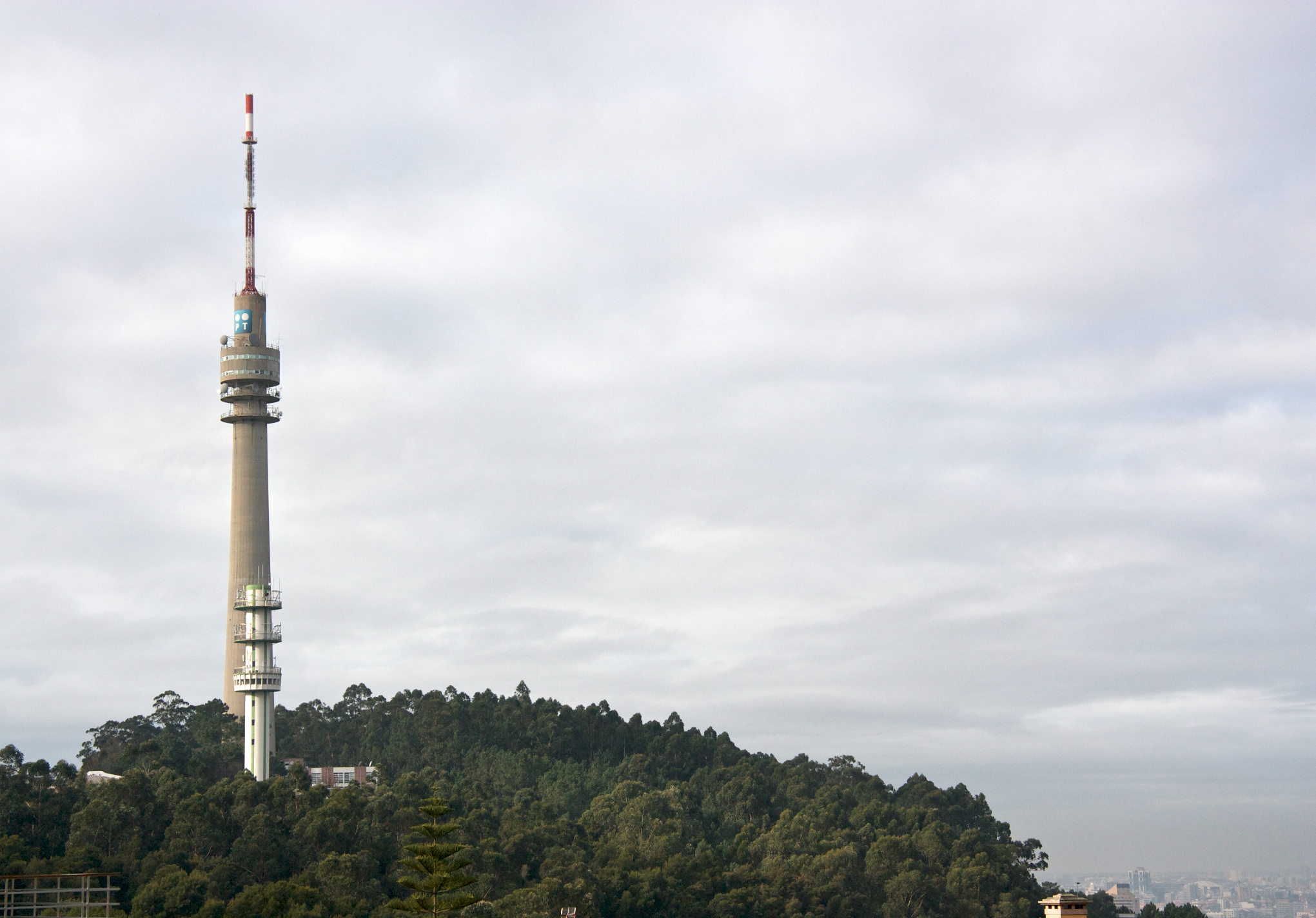
Torre de TV de Vila Nova de Gaia.

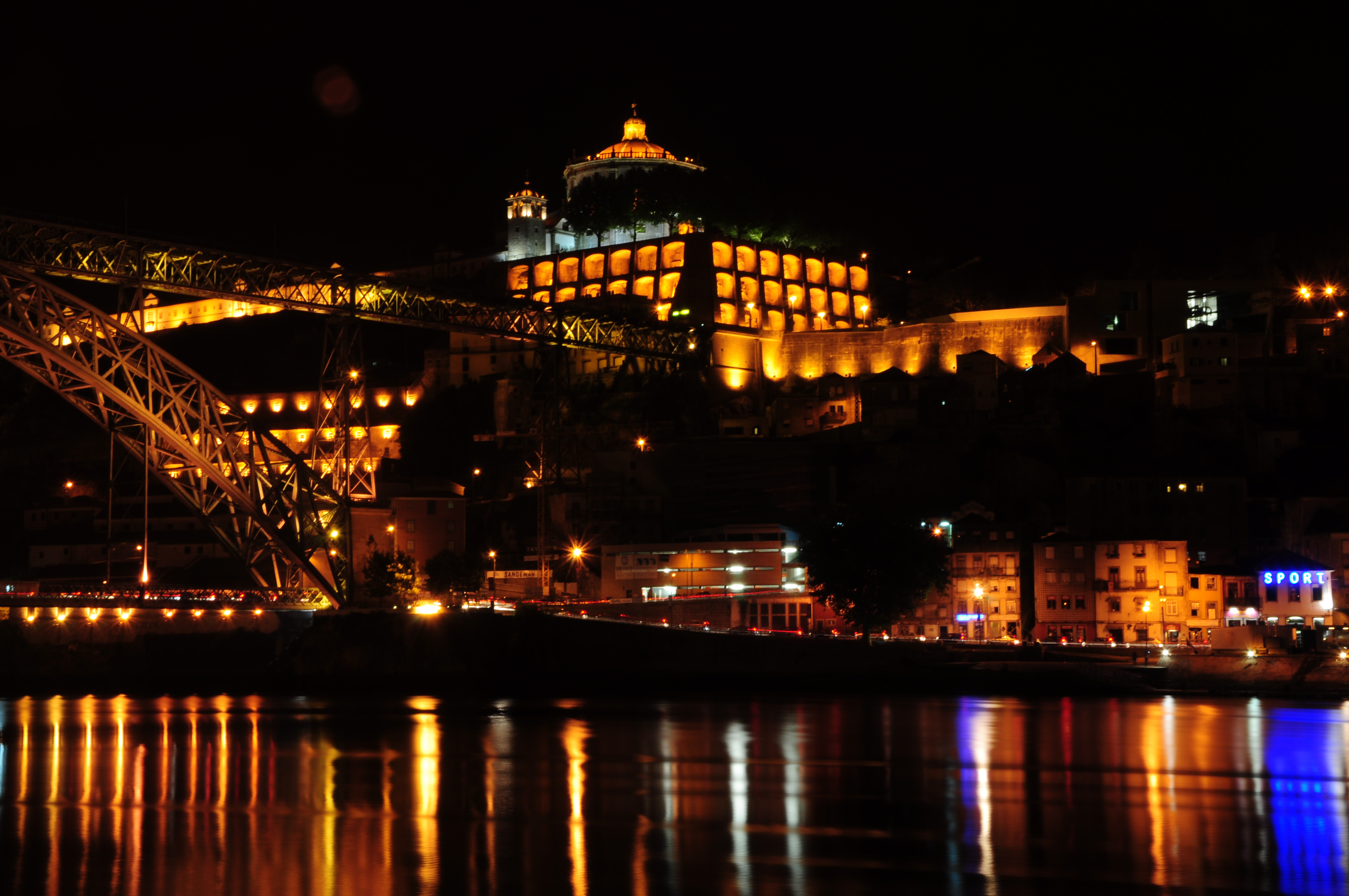
A cidade à noite.

Sendo um município de grandes dimensões, Gaia tem historicamente uma diversidade significativa na sua estrutura económica. Em todos os sectores, o município serviu de sede ou esteve na génese de empresas de referência nacional. Mantendo uma forte diversidade em todos os sectores de actividade, e presentemente uma referência no comércio a retalho. A Associação Comercial e Industrial de Gaia mantém uma caracterização permanente das actividades económicas.[carece de fontes?]
Apesar da Câmara municipal de Vila Nova de Gaia apresentar o segundo maior Orçamento Municipal para o ano de 2012, com um total de 230 milhões de euros, representando um investimento de 112 milhões de euros, é a segunda mais endividada do país em 2012, com cerca de 236 milhões de euros.
Apesar de grande percentagem da população residente efectuar movimentos pendulares para o município vizinho do Porto, Gaia tem uma grande tradição industrial. Existem empresas de dimensões variáveis em áreas distintas como cerâmica, têxtil, ferragens, construção civil, sejam fornecedoras ou transformadoras finais.[carece de fontes?]

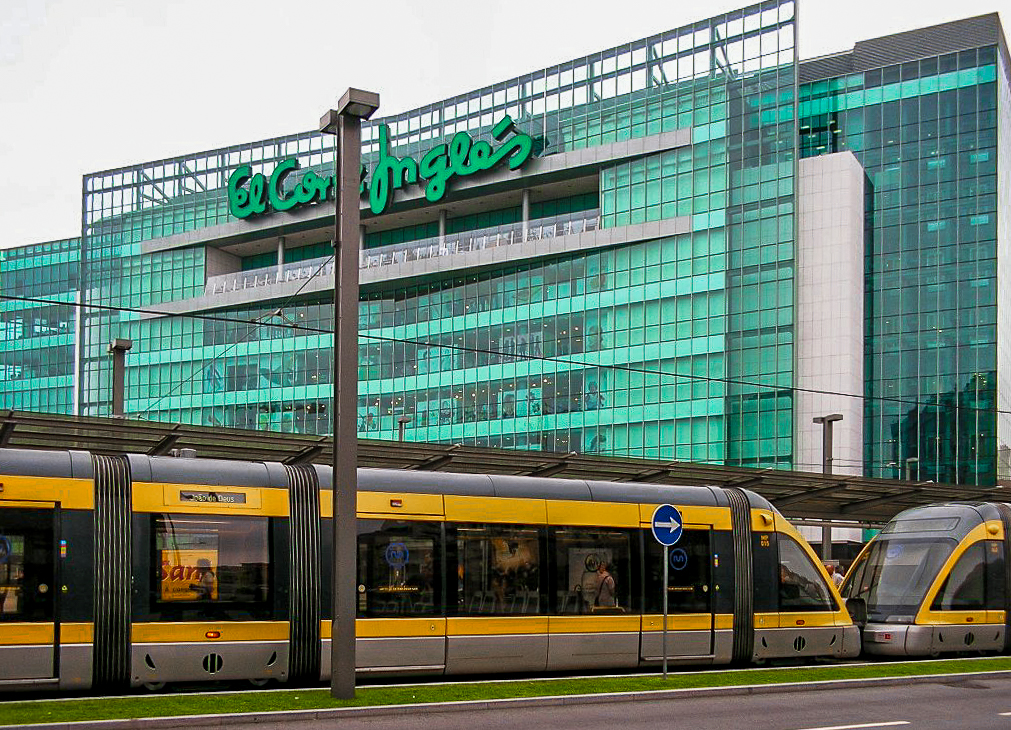
Metro junto ao El Corte Inglês

Na década de 1990 a cidade recebeu duas grandes superfícies comerciais, que foram marcos importantes no desenvolvimento do município: Gaia Shopping e ArrábidaShopping. Recentemente, também a cadeia El Corte Inglés se fixou na freguesia de Mafamude, escolhendo o município para a sua segunda implementação em Portugal.Todos os bancos portugueses tem várias representações no município, incluindo algumas agências especializadas em Private Banking. A Avenida da República concentra uma parte significativa da actividade financeira.[carece de fontes?]
Na área de saúde, a cidade é servida pelo Centro Hospitalar de Vila Nova de Gaia - Espinho, bem como por várias clínicas e laboratórios de análise. A cidade dispõe ainda do Hospital da Arrábida, um dos primeiros hospitais privados no país.[carece de fontes?]
Sendo um município com uma área significativa, com frentes de mar e rio, e um interior de ruralidade significativa, encontramos vários exemplos de diversificação da actividade económica. S. Pedro da Afurada e Aguda são exemplos de comunidades muito activas no sector piscatório, possibilitando a compra directa de peixe fresco. De igual modo, embora o desenvolvimento urbano tenha reduzido o espaço disponível para terrenos agrícolas, mantém-se a capacidade de produção, nomeadamente em nichos de mercado como a agricultura biológica. Disto são exemplos o Projecto Raízes e o Cantinho das Aromáticas. Lojas de ferramentas e fornecedores de equipamento agrícola podem ser encontrados um pouco por todo o município.[carece de fontes?]
Em Vila Nova de Gaia encontram-se localizados os estúdios RDP-Norte, sitos no Monte da Virgem. Além da Rádio e Televisão de Portugal, também a Rádio Nova Era é sediada nesta cidade. A sede da Associação das Empresas do Vinho do Porto situa-se na freguesia Sta. Marinha.[carece de fontes?]

### Praias e orla costeira

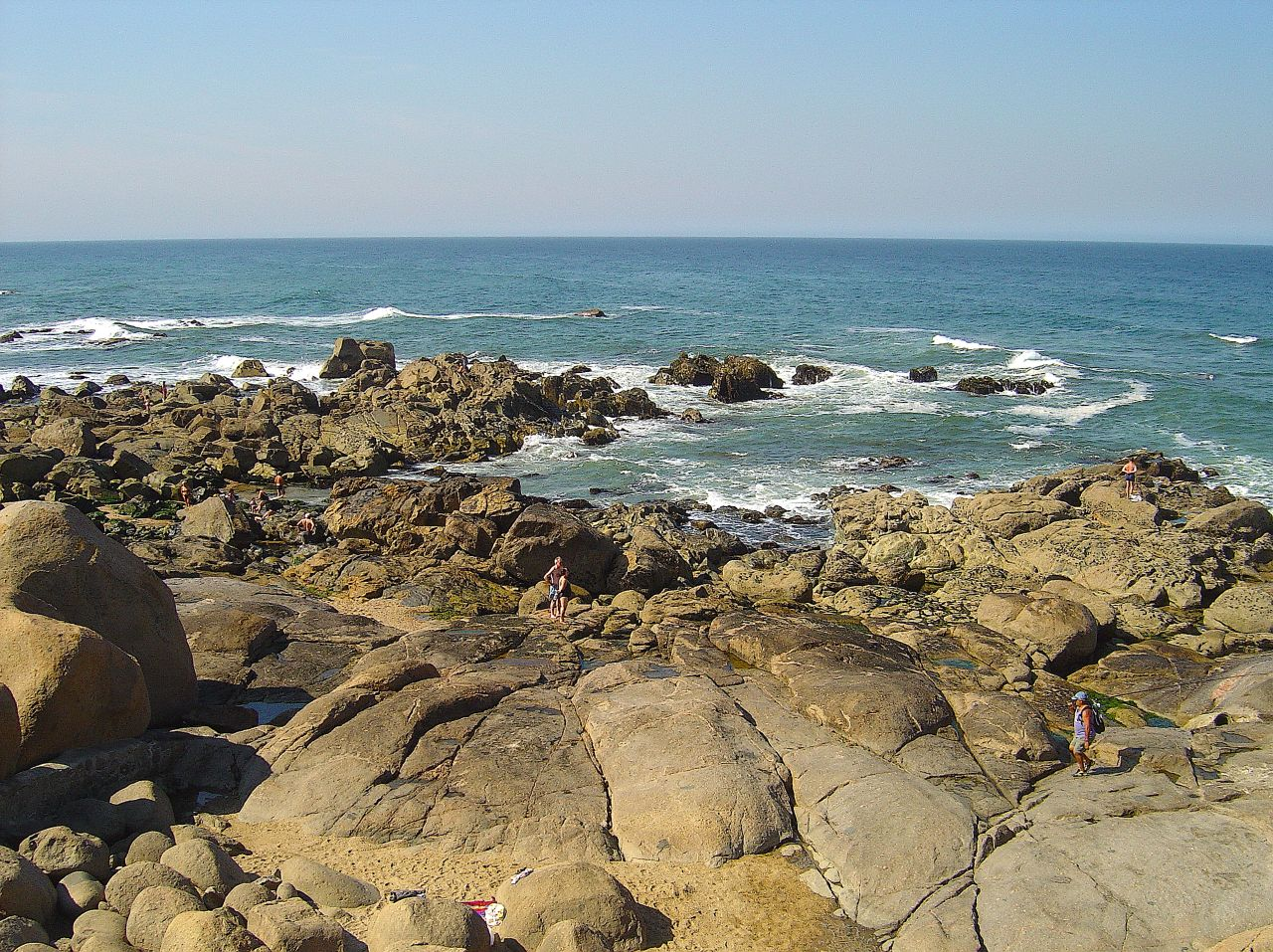
Praia de Lavadores

Vila Nova de Gaia é conhecida pela sua extensa faixa costeira, com aproximadamente 17 km de areal. Em anos recentes, tem sido o município do país com mais praias ostentando o prémio Bandeira Azul. No total, em 2008, 17 praias receberam o galardão. Recentemente a requalificação de toda esta área contemplou a construção de um passadiço em madeira que permite percorrer a frente de mar, livre de trânsito, e ligando a praia de Lavadores a Espinho. Entre outras encontramos as praias da Madalena, Valadares, Miramar, Aguda e Granja.[carece de fontes?]
Ao longo da costa, existem vários locais de interesse para além da actividade balnear, entre os quais se destacam a Capela do Senhor da Pedra na Praia de Francelos em Gulpilhares, a vila piscatória da Aguda e finalmente, o lugar da Granja, uma das mais famosas e antigas estâncias balneares portuguesas. A Granja é ainda conhecida por ter sido o local onde Sophia de Mello Breyner Andresen passou grande parte da sua infância e juventude e fonte de inspiração para os elementos marítimos das suas obras.[carece de fontes?]

### Ambiente e natureza

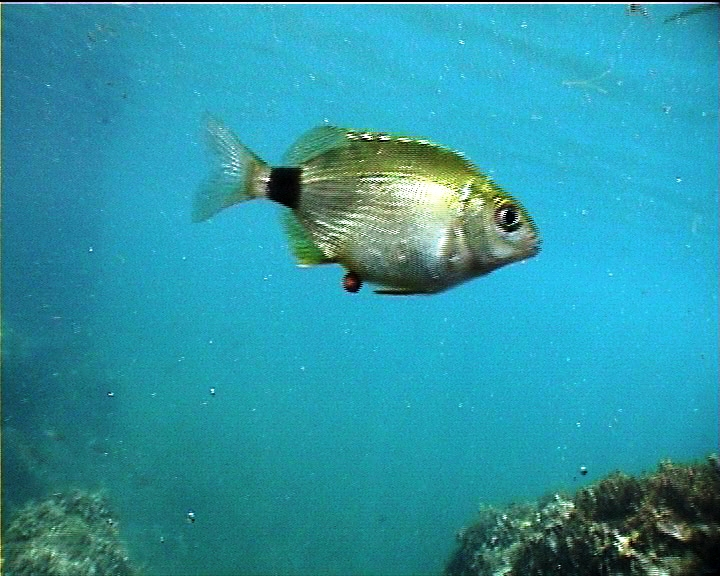
Estação Litoral da Aguda

A instalação em 1983 do Parque Biológico de Gaia, posteriormente estendido e ampliado em 1998 tornou o município um ponto de referência em termos de instalações dotadas para a prática da educação e turismo ambiental sendo reconhecido por uma revista especializada como "provavelmente o melhor zoo de Portugal". Também em 1997 o Parque de Dunas da Aguda foi inaugurado, possibilitando a conservação de uma flora e fauna raras.[carece de fontes?]
O Centro de Educação Ambiental das Ribeiras de Gaia desenvolve igualmente programas ligados ao ambiente, estando localizado junto à Praia de Miramar. Este centro é ainda responsável pelo desenvolvimento de percursos ao longo das ribeiras de Gaia, recuperando e revitalizando as zonas mais afastadas da orla marítima.
Outras oportunidades de turismo ligado à Natureza são oferecidas pela Estação Litoral da Aguda, que para além de desenvolver actividades ligadas à investigação do meio aquático, disponibiliza nas suas instalações Aquário e Museu das Pescas.
O Zoo Santo Inácio, localizado em Avintes é outra possibilidade dedicada à vertente fauna. Cerca de 1 200 animais e 350 espécies podem aqui ser conhecidas em programas de visita vocacionados para os amantes da natureza.

## Política

### Eleições autárquicas[27]
| Data | %     | V     | %       | V       | %       | V       | %            | V            | %     | V  | %              | V      | %    | V   | %              | V       | %    | V   | %              | V   | %              | V   | %    | V   | %              | V  | %              | V  | %    | V | %    | V    | %         | V         | %              | V    | %          | V          | %   | V   | %   | V   | %  | V  | %   | V   | Participação |                |
| Data | PS    | PS    | PPD/PSD | PPD/PSD | CDS-PP  | CDS-PP  | FEPU/APU/CDU | FEPU/APU/CDU | AD    | AD | UDP/BE         | UDP/BE | PRD  | PRD | PSD-CDS        | PSD-CDS | MPT  | MPT | IND            | IND | PAN            | PAN | ADN  | ADN | CH             | CH | IL             | IL | L    | L | GDUP | GDUP | PCP (m-l) | PCP (m-l) | LCI            | LCI  | PCTP/ MRPP | PCTP/ MRPP | PDC | PDC | PSR | PSR | PH | PH | PTP | PTP | Participação |                |
| ---- | ----- | ----- | ------- | ------- | ------- | ------- | ------------ | ------------ | ----- | -- | -------------- | ------ | ---- | --- | -------------- | ------- | ---- | --- | -------------- | --- | -------------- | --- | ---- | --- | -------------- | -- | -------------- | -- | ---- | - | ---- | ---- | --------- | --------- | -------------- | ---- | ---------- | ---------- | --- | --- | --- | --- | -- | -- | --- | --- | ------------ | -------------- |
| Data | 1976  | 39,21 | 5       | 25,65   | 3       | 16,13   | 2            | 11,96        | 1     |    |                |        |      |     |                |         |      |     |                |     |                |     |      |     |                |    |                |    |      |   |      | 2,53 | -         | 1,10      | -              | 0,43 | -          |            |     |     |     |     |    |    |     |     |              | 71,73 / 100,00 |
| 1979 | 37,27 | 4     | AD      | AD      | AD      | AD      | 15,04        | 2            | 44,06 | 5  | 1,39           | -      |      |     |                |         | PSR  | PSR | 0,49           | -   | 76,43 / 100,00 |     |      |     |                |    |                |    |      |   |      |      |           |           |                |      |            |            |     |     |     |     |    |    |     |     |              |                |
| 1982 | 42,33 | 5     | 26,93   | 3       | 9,78    | 1       | 17,04        | 2            |       |    | 0,79           | -      |      |     | 75,17 / 100,00 |         | PSR  | PSR |                |     |                |     |      |     |                |    |                |    |      |   |      |      |           |           |                |      |            |            |     |     |     |     |    |    |     |     |              |                |
| 1985 | 32,11 | 4     | 34,32   | 4       | 6,66    | -       | 14,67        | 2            | 0,41  | -  | 8,93           | 1      | 0,33 | -   | 63,32 / 100,00 |         | PSR  | PSR |                |     |                |     |      |     |                |    |                |    |      |   |      |      |           |           |                |      |            |            |     |     |     |     |    |    |     |     |              |                |
| 1989 | 44,72 | 6     | 36,02   | 4       | 4,89    | -       | 10,83        | 1            | 0,61  | -  |                |        |      |     | 58,61 / 100,00 |         | PSR  | PSR |                |     |                |     |      |     |                |    |                |    |      |   |      |      |           |           |                |      |            |            |     |     |     |     |    |    |     |     |              |                |
| 1993 | 44,12 | 6     | 36,49   | 4       | 5,07    | -       | 11,52        | 1            |       |    | 62,95 / 100,00 |        |      |     |                |         | PSR  | PSR |                |     |                |     |      |     |                |    |                |    |      |   |      |      |           |           |                |      |            |            |     |     |     |     |    |    |     |     |              |                |
| 1997 | 41,40 | 5     |         |         |         |         | 7,40         | -            | 0,64  | -  | 46,72          | 6      | 0,72 | -   | 61,76 / 100,00 |         | PSR  | PSR |                |     |                |     |      |     |                |    |                |    |      |   |      |      |           |           |                |      |            |            |     |     |     |     |    |    |     |     |              |                |
| 2001 | 28,51 | 3     | CDS-PP  | CDS-PP  | PPD/PSD | PPD/PSD | 6,30         | -            | 1,21  | -  | 60,25          | 8      | BE   | BE  | BE             | BE      | 0,46 | -   | 57,54 / 100,00 |     |                |     |      |     |                |    |                |    |      |   |      |      |           |           |                |      |            |            |     |     |     |     |    |    |     |     |              |                |
| 2005 | 27,99 | 3     | CDS-PP  | CDS-PP  | PPD/PSD | PPD/PSD | 8,28         | 1            | 3,77  | -  | 55,00          | 7      | BE   | BE  | BE             | BE      | 0,63 | -   | 0,43           | -   | 60,67 / 100,00 |     |      |     |                |    |                |    |      |   |      |      |           |           |                |      |            |            |     |     |     |     |    |    |     |     |              |                |
| 2009 | 25,32 | 3     | CDS-PP  | CDS-PP  | PPD/PSD | PPD/PSD | 6,30         | -            | 3,24  | -  | 61,98          | 8      | BE   | BE  | BE             | BE      | 0,67 | -   |                |     | 59,71 / 100,00 |     |      |     |                |    |                |    |      |   |      |      |           |           |                |      |            |            |     |     |     |     |    |    |     |     |              |                |
| 2013 | 38,15 | 5     | CDS-PP  | CDS-PP  | PPD/PSD | PPD/PSD | 6,37         | -            | 3,06  | -  | 19,97          | 3      | BE   | BE  | BE             | BE      |      |     | 19,74          | 3   | 1,50           | -   | 0,84 | -   | 53,36 / 100,00 |    |                |    |      |   |      |      |           |           |                |      |            |            |     |     |     |     |    |    |     |     |              |                |
| 2013 | 38,15 | 5     | CDS-PP  | CDS-PP  | PPD/PSD | PPD/PSD | 6,37         | -            | 3,06  | -  | 19,97          | 3      | BE   | BE  | BE             | BE      | 1,65 | -   |                |     | 1,50           | -   | 0,84 | -   | 53,36 / 100,00 |    |                |    |      |   |      |      |           |           |                |      |            |            |     |     |     |     |    |    |     |     |              |                |
| 2017 | 61,68 | 9     | CDS-PP  | CDS-PP  | PPD/PSD | PPD/PSD | 4,51         | -            | 5,18  | -  | 20,30          | 2      | BE   | BE  | BE             | BE      |      |     | 2,57           | -   | 0,27           | -   | 0,51 | -   | 0,24           | -  | 52,11 / 100,00 |    |      |   |      |      |           |           |                |      |            |            |     |     |     |     |    |    |     |     |              |                |
| 2021 | 57,79 | 9     | AD      | AD      | AD      | AD      | 4,83         | -            | 17,57 | 2  | 4,61           | -      | BE   | BE  | BE             | BE      |      |     | 0,48           | -   | 2,73           | -   | MPT  | MPT | 4,21           | -  | 2,95           | -  | 0,46 | - |      |      |           |           | 47,69 / 100,00 |      |            |            |     |     |     |     |    |    |     |     |              |                |

### Eleições legislativas
Os resultados apresentados referem-se às eleições realizadas após 1976, apresentando-se os resultados dos partidos que obtiveram deputados, ao longo de tais eleições:
| Data | %     | %     | %     | %     | %     | %     | %        | %     | %    | %    | %     | %   | %       | % | %  | %  |  |
| Data | PS    | PSD   | CDS   | PCP   | UDP   | AD    | APU/ CDU | FRS   | PRD  | PSN  | BE    | PAN | PSD CDS | L | IL | CH |  |
| ---- | ----- | ----- | ----- | ----- | ----- | ----- | -------- | ----- | ---- | ---- | ----- | --- | ------- | - | -- | -- |  |
| Data | 1976  | 46,35 | 25,48 | 11,84 | 8,95  | 1,40  |          |       |      |      |       |     |         |   |    |    |  |
| 1979 | 38,11 | AD    | AD    | APU   | 1,98  | 40,39 | 15,44    |       |      |      |       |     |         |   |    |    |  |
| 1980 | FRS   | AD    | AD    | APU   | 1,39  | 42,34 | 12,69    | 37,86 |      |      |       |     |         |   |    |    |  |
| 1983 | 45,93 | 25,23 | 9,77  | APU   | PSR   |       | 14,55    |       |      |      |       |     |         |   |    |    |  |
| 1985 | 25,33 | 27,89 | 7,52  | APU   | 1,04  | 12,69 | 21,79    |       |      |      |       |     |         |   |    |    |  |
| 1987 | 29,62 | 48,06 | 3,08  | CDU   | 0,70  | 9,96  | 4,33     |       |      |      |       |     |         |   |    |    |  |
| 1991 | 35,56 | 48,96 | 3,36  | CDU   |       | 6,93  | 0,43     | 1,14  |      |      |       |     |         |   |    |    |  |
| 1995 | 48,46 | 34,02 | 7,39  | CDU   | 0,30  | 6,92  |          | 0,20  |      |      |       |     |         |   |    |    |  |
| 1999 | 49,51 | 30,38 | 7,16  | CDU   |       | 7,17  | 0,15     | 2,48  |      |      |       |     |         |   |    |    |  |
| 2002 | 43,24 | 36,66 | 8,28  | CDU   | 5,35  |       | 3,20     |       |      |      |       |     |         |   |    |    |  |
| 2005 | 49,93 | 24,94 | 5,93  | CDU   | 6,25  | 8,01  |          |       |      |      |       |     |         |   |    |    |  |
| 2009 | 41,26 | 27,30 | 9,07  | CDU   | 6,56  | 10,38 |          |       |      |      |       |     |         |   |    |    |  |
| 2011 | 31,67 | 36,92 | 10,11 | CDU   | 7,36  | 6,10  | 1,01     |       |      |      |       |     |         |   |    |    |  |
| 2015 | 33,63 | CDS   | PSD   | CDU   | 7,85  | 13,17 | 1,98     | 34,49 | 0,59 |      |       |     |         |   |    |    |  |
| 2019 | 37,05 | 27,70 | 2,91  | CDU   | 5,43  | 11,98 | 4,19     |       | 0,98 | 1,76 | 0,67  |     |         |   |    |    |  |
| 2022 | 43,41 | 29,28 | 1,40  | CDU   | 3,68  | 5,70  | 2,03     | 1,23  | 5,78 | 4,38 |       |     |         |   |    |    |  |
| 2024 | 31,42 | AD    | AD    | CDU   | 27,42 | 2,62  | 5,36     | 2,53  | 3,74 | 6,52 | 15,04 |     |         |   |    |    |  |

## Infraestruturas

### Educação
Sendo um município com uma área e população significativas, existem inúmeras instituições de ensino públicas e privadas, para os diferentes escalões etários.[carece de fontes?]
- 84 jardins de infância integrados na rede pública
- 115 escolas do 1º ciclo de ensino básico, das quais 15 contemplam igualmente 2º e 3º ciclo.
- 9 escolas secundárias com 3º ciclo de ensino básico
- 2 escolas profissionais
- 7 colégios
- 12 instituições de apoio à deficiência

Recentemente, a Escola Superior de Saúde do Instituto Politécnico do Porto, ensino público pertencente ao Politécnico do Porto instalou-se em Vila Nova de Gaia. Anteriormente, apenas existia ensino superior de iniciativas privadas:[carece de fontes?]
- Instituto Piaget - Cooperativa para o Desenvolvimento Humano Integral e Ecológico, C.R.L.
- ISPGaya - Instituto Superior Politécnico Gaya
- IESF - Instituto de Estudos Superiores Financeiros e Fiscais
- ISLA - Instituto Politécnico de Gestão e Tecnologia
- Conservatório Superior de Música de Gaia

### Transportes e vias de comunicação

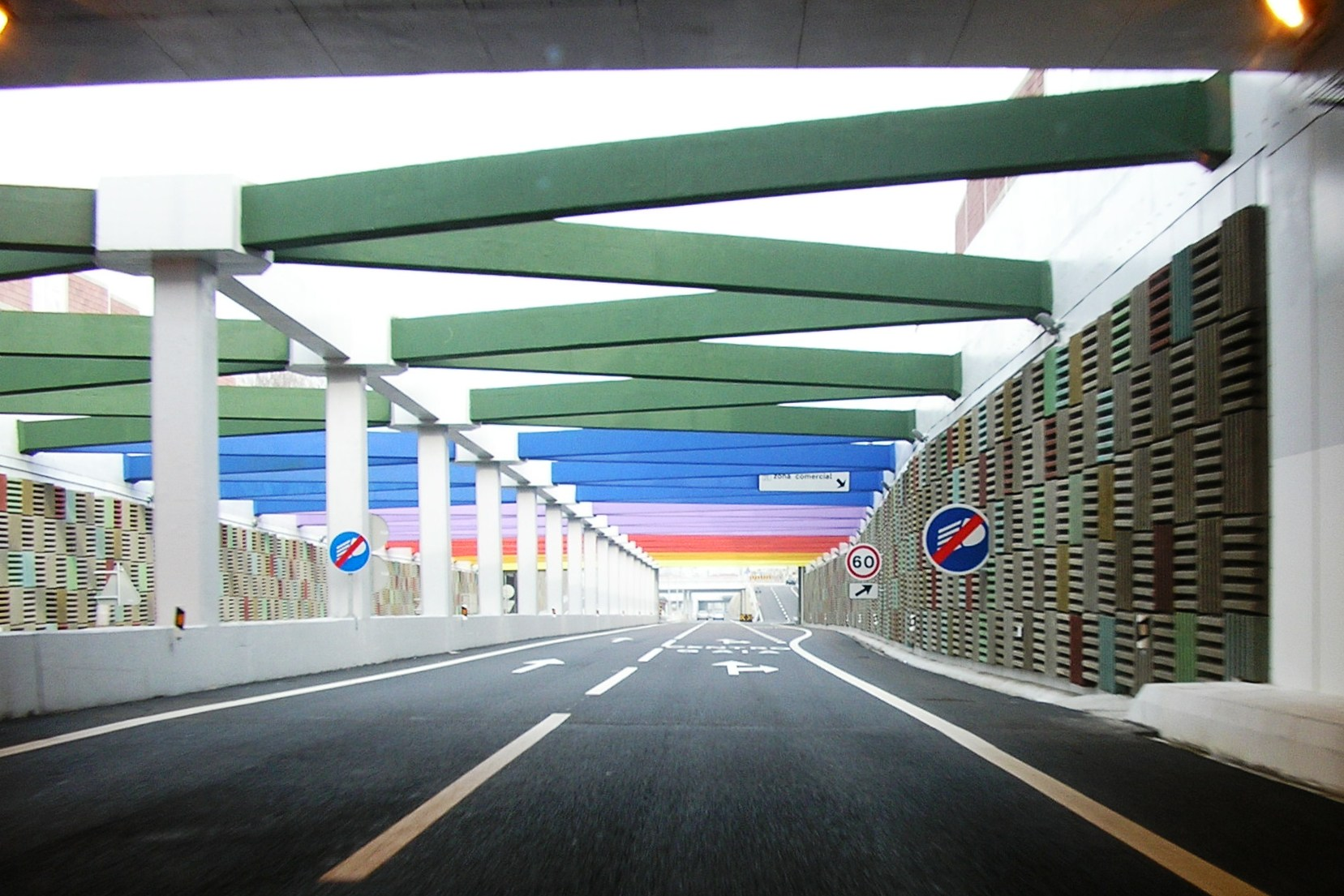
Trecho da Via de Cintura Interna em Gaia.

A cidade é servida pelo Metro do Porto e pela STCP. No entanto, a maior parte do município encontra-se coberta por companhias de transporte privadas, tais como a UTC, Espírito Santo.[carece de fontes?]
A CP tem na Estação das Devesas um dos seus pontos nevralgicos. Todos os comboios Alfa Pendular da linha do Norte servem Vila Nova de Gaia a partir deste ponto de paragem. O município, na sua totalidade é ainda servido por diversas estações e apeadeiros. Destes, Granja, Aguda, Miramar e Francelos tem um pico de utilizadores significativo durante a época balnear, servindo diversas praias do município.[carece de fontes?]
Diversas auto-estradas podem ser encontradas: A1, A29, A20, A32, A41 e A44, que fecha o anel circular interno (VCI de Gaia) com a VCI do Porto. A A41, também conhecida como IC24, é a circular externa da área Metropolitana do Porto, evitando que o tráfego pesado extra-metropolitano para o Aeroporto Francisco Sá Carneiro e Porto de Leixões se misture com as deslocações internas entre Porto e Gaia.[carece de fontes?]
O aeroporto internacional Francisco Sá Carneiro situa-se a sensivelmente 20 km, dispondo de bons acessos através das auto-estradas supra-referidas. O Porto de Leixões encontra-se a 15 km.[carece de fontes?]

## Cultura

### Património
- Mosteiro de Grijó ou Mosteiro de São Salvador de Grijó
- Igreja da Serra do Pilar
- Antigo Convento Corpus Christi ou Instituto do Bom Pastor
- Monte do Castelo (área do Castelo de Gaia)
- Casa da Família Barbot e jardins
- Mosteiro da Serra do Pilar ou Mosteiro de Santo Agostinho da Serra do Pilar
- Fábrica de Cerâmica das Devesas
- Clínica Heliântia e Sanatório Marítimo do Norte
- Quinta de Baixo ou Quinta dos Condes de Paço Vitorino

### Desporto
A Câmara Municipal de Vila Nova de Gaia nomeia todos os anos os atletas que se distinguiram durante a época desportiva.

### Património cultural
- Auditório municipal
- Biblioteca municipal
- Casa-Museu Teixeira Lopes
- Cine-Teatro Eduardo Brazão
- Cinema Sandim
- Capela do Senhor da Pedra
- Casa Barbot (Casa da cultura)

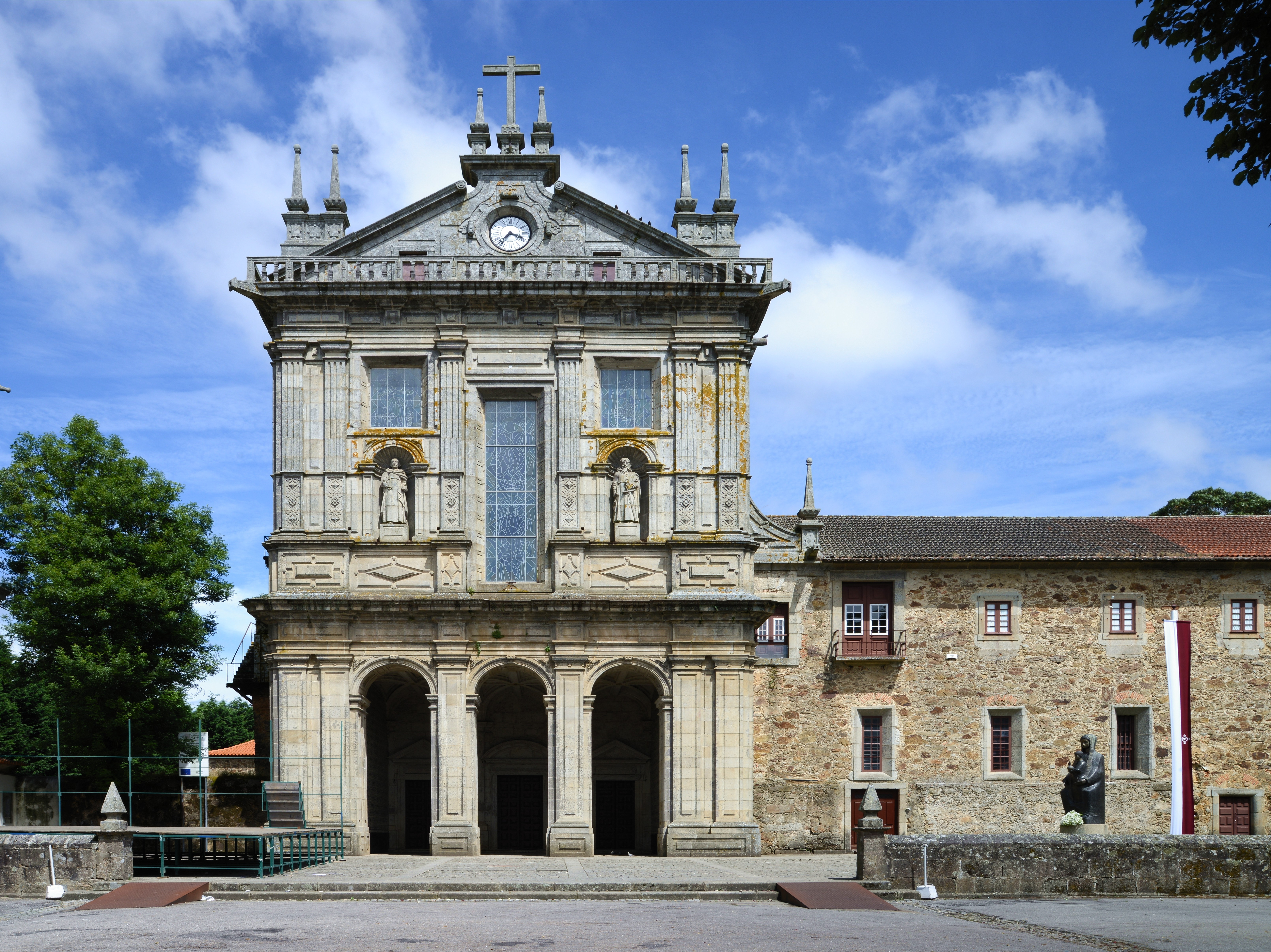
Mosteiro de Grijó.

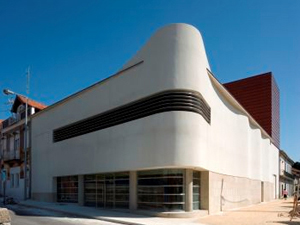
Cine-teatro Eduardo Brazão.

- Igreja do Mosteiro da Serra do Pilar (Património Mundial)
- Mosteiro de Grijó
- Mosteiro de Pedroso
- Solar dos Condes de Resende (Canelas)
- Alto da Bandeira
- Arcozelo (Santa Maria Adelaide)
- Arnelas
- Campus Escolar Serra do Pilar
- Cais de Gaia
- Candal
- Casa-Museu Ramos Pinto
- Casa-Museu Van-Zeller
- Cine-teatro Eduardo Brazão
- Coimbrões
- Convento de Corpus Christi
- Francelos
- Monte da Virgem
- Pedra da Audiência - Avintes
- Parque Biológico de Gaia - Avintes
- Parque Municipal da Lavandeira
- Ponte Luís I (Património Mundial)
- Ponte de D. Maria Pia
- Ponte de São João
- Ponte da Arrábida
- Ponte do Infante
- Praia da Aguda - Estação Litoral da Aguda, um parque zoológico/aquário.
- Praia da Granja
- Praia de Miramar
- Santo Ovídio
- Igreja Paroquial de Santo Ovídio
- Serra de Canelas
- Serra do Pilar
- Solar dos Condes de Resende
- Zoo Santo Inácio (Avintes)
- A Volta dos Tristes, Maria Sequeira (2018)

## Personalidades ilustres
- Ver Biografias de gaienses notórios